# Komitet Pracy i Płac
Komitet Pracy i Płac – naczelny organ administracji rządowej istniejący w latach 1960–1972, powołany do prowadzenia polityki zatrudnienia i płac, ustalania poziomu wynagrodzeń oraz ubezpieczenia społecznego i zaopatrzenia rentowego.

## Powołanie Komitetu
Na podstawie ustawy z 1960 r. o utworzeniu Komitetu Pracy i Płac oraz o zmianach właściwości w dziedzinie ubezpieczeń społecznych, rent, zaopatrzeń i opieki społecznej ustanowiono nowy urząd. Komitet był organem kolegialnym i działał przy Radzie Ministrów.

## Zakres działania Komitetu
Na podstawie rozporządzenia Rady Ministrów z 1960 r. do zakresu działania Komitetu Pracy i Płac należały sprawy:
W dziedzinie płac i normowania pracy
- współdziałania przy opracowywaniu wytycznych dotyczących właściwych proporcji między wydajnością pracy a poziomem płac, czuwania nad realizacją tych proporcji ustalonych w narodowych planach gospodarczych przez analizę i kontrolę prawidłowości stosowania systemów płac i norm oraz przedkładania Radzie Ministrów informacji i wniosków w tym zakresie,
- badania działania systemów płac oraz systemu bodźców materialnego zainteresowania pracowników, inicjowania prac nad ich udoskonalaniem, badania stanu dyscypliny płac i prawidłowości dokumentacji płacowej, ustalania środków dla wzmocnienia dyscypliny płac, dokonywania doraźnych kontroli w tym zakresie, występowania do właściwych resortów z wnioskami oraz przedkładania Radzie Ministrów informacji i wniosków;
- prowadzenia badań dotyczących proporcji płac oraz opracowywania wniosków dotyczących prawidłowego kształtowania się tych proporcji w poszczególnych działach gospodarki narodowej, wewnątrz tych działów, w administracji państwowej oraz między poszczególnymi grupami zawodowymi pracowników;
- ustalania – w porozumieniu z Komisją Planowania przy Radzie Ministrów – współczynników bankowej korekty funduszu płac oraz zasad kształtowania funduszu płac przy przekraczaniu zadań planowych
- inicjowania i opiniowania lub opracowywania wniosków dotyczących regulacji płac, zmian systemów płac, a w szczególności stawek płac, taryfikatorów kwalifikacyjnych, zasad premiowania, dodatków do płac i świadczeń w naturze oraz innych form materialnego zainteresowania pracowników;
- związane z zawieraniem układów zbiorowych pracy i podpisywaniem protokołów dodatkowych do układów oraz prowadzenie ich rejestru;
- opracowywania i opiniowania projektów przepisów dotyczących wynagrodzeń i innych świadczeń dla pracowników i funkcjonariuszy państwowych;
- opracowywanie i opiniowanie w porozumieniu z Ministrem Finansów projektów przepisów dotyczących funduszu zakładowego, funduszu za osiągnięcia ekonomiczne i innych funduszów o podobnym charakterze;
- prowadzenia badań nad metodami i prawidłowością normowania pracy i stosowania norm pracy; inicjowania prac nad usprawnieniem normowania pracy i wprowadzaniem norm technicznie uzasadnionych, wydawania ramowych instrukcji i zaleceń w zakresie normowania pracy oraz przedkładania Radzie Ministrów wniosków w zakresie przepisów dotyczących normowania pracy;
- opiniowania wniosków dotyczących czasu pracy;
- współpracy z Ministerstwem Finansów i bankami w zakresie kontroli gospodarki funduszem płac;
- współpracy z Głównym Urzędem Statystycznym w zakresie badań płac realnych i poziomu stopy życiowej pracujących.

W dziedzinie zatrudnienia
- opracowywania przepisów i ustalania wytycznych w zakresie kierowania do zakładów pracy osób poszukujących pracy i terenowego przemieszczania rezerw roboczych;
- nadzoru nad działalnością organów prezydiów rad narodowych do spraw zatrudnienia;
- analizy i kontroli stanu zatrudnienia w gospodarce narodowej i analizy stanu zatrudnienia w administracji państwowej oraz przedstawiania wniosków w tym zakresie;
- inicjowania możliwości dodatkowego zatrudnienia w ramach przydzielonych na ten cel funduszów;
- opiniowania projektów planów rozmieszczenia szkół zawodowych;
- ustalania w porozumieniu z właściwymi ministrami wytycznych dotyczących zatrudnienia absolwentów szkół zawodowych oraz ustalania rocznych planów rozdziału absolwentów szkół wyższych, sporządzanych na podstawie wniosków resortowych;
- ustalania wytycznych dotyczących organizowania preorientacji zawodowej i poradnictwa zawodowego;
- współpracy z właściwymi organami państwowymi i organizacjami społecznymi w sprawach szkolenia zawodowego oraz podnoszenia kwalifikacji zawodowych pracowników i zatrudniania inwalidów;
- współpracy z Komitetem Drobnej Wytwórczości, Centralnym Związkiem Spółdzielczości Pracy oraz prezydiami rad narodowych w zakresie kierunków rozmieszczenia inwestycji terenowych z punktu widzenia prawidłowego wykorzystania rezerw roboczych;
- prowadzenia prac analitycznych w zakresie rozmieszczenia, struktury, wykorzystania i rozdziału zasobów rezerw roboczych;
- opracowywania – w porozumieniu z Komisją Planowania przy Radzie Ministrów, a w odniesieniu do jednostek budżetowych także z Ministrem Finansów – wniosków w sprawie wykorzystania centralnej rezerwy zatrudnienia i funduszu płac i przedkładania ich Radzie Ministrów.

W dziedzinie prawa pracy
- opracowywania i przedkładania Radzie Ministrów projektów przepisów z dziedziny prawa pracy oraz wydawania przepisów wykonawczych z tej dziedziny;
- wydawania wyjaśnień dotyczących stosowania prawa pracy;
- analizy działania przepisów prawa pracy.

W dziedzinie ubezpieczeń społecznych i zaopatrzeń rentowych
- opracowywania projektów ogólnych zasad polityki w zakresie ubezpieczenia na wypadek choroby i macierzyństwa, ubezpieczenia rodzinnego oraz rent i zaopatrzeń;
- opracowywania i przedkładania Radzie Ministrów projektów przepisów oraz wydawania przepisów wykonawczych dotyczących spraw, z wyłączeniem rent i zaopatrzeń należących do zakresu działania Ministra Komunikacji, Ministra Obrony Narodowej, Ministra Spraw Wewnętrznych oraz Ministra Sprawiedliwości;
- wydawania wyjaśnień dotyczących zasadniczych zagadnień związanych z wykonywaniem przepisów o ubezpieczeniu na wypadek choroby i macierzyństwa, ubezpieczeniu rodzinnym, o rentach i zaopatrzeniach;
- współpracy z resortami w celu koordynacji ich działalności w zakresie prowadzonych przez nie spraw dotyczących rent i zaopatrzeń, świadczeń na wypadek choroby i macierzyństwa oraz świadczeń rodzinnych;

W dziedzinie współpracy międzynarodowej
- organizowania i realizowania we współdziałaniu z Ministrem Spraw Zagranicznych, współpracy z zagranicą w zakresie spraw objętych działaniem Komitetu,
- współpracy z odpowiednimi organami Organizacji Narodów Zjednoczonych, z Międzynarodową Organizacją Pracy i innymi organizacjami międzynarodowymi i zagranicznymi;
- wymiany informacji, doświadczeń, ekspertów i stypendiów;
- uczestnictwa w pracach mających na celu zawarcie umów międzynarodowych.

## Organy Komitetu
Organami Komitetu były:
- Prezydium
- Przewodniczący.

W skład Prezydium Komitetu wchodzili: przewodniczący, zastępcy przewodniczącego oraz członkowie powołani przez Prezesa Rady Ministrów na wniosek Przewodniczącego Komitetu.

## Zniesienie urzędu
Na podstawie ustawy z 1972 r. o zniesieniu Komitetu Pracy i Płac zlikwidowano Komitet.